# Валару
Валару (Macropus robustus) е двуутробен бозайник от семейство Кенгурови, който обитава обширни площи в континенталната част на Австралия.

## Разпространение
Валару се среща в скалисти райони на континента с естествени надвеси, където да пладнува на сянка. Среща се и из австралийския буш, като не е задължително да се придържа към източници на вода. Обитава континенталната част на Австралия и северозападния остров Бароу. Представителите на този остров са обособени в самостоятелен подвид.

## Подвидове
- †Macropus robustus altus Owen, 1874
- Macropus robustus erubescens Sclater, 1870. Подвид от източна Австралия.
- Macropus robustus isabellinus Gould, 1842. Повсеместно разпространен подвид.
- Macropus robustus robustus Gould, 1840. Подвид от остров Бароу.
- Macropus robustus woodwardi Thomas, 1901. Подвид от северозападна Австралия.

## Описание
Валару са с варираща на цвят космена покривка от светлосива до черна. Дължината на тялото варира от 100 до 140 cm като мъжките са по-едри и са с тегло 28 – 42 kg, а женските 18 – 24 kg. За разлика от останали родствени видове валару имат широк торс и по-къси крайници, благодарение на което са пригодени за придвижване в скалисти местности.

## Начин на живот и хранене
Този вид кенгуру е пригодено за живот в топли климатични условия. Ето защо са активни нощем, а през деня спят прикрити на сянка под скали или в скални цепнатини и пещери. Обикновено живеят поединично като обитават участък от 120 до 280 хектара. В случай, че хранителните ресурси на района са по-богати, се срещат и повече екземпляри.
Хранят се с различни треви и храсти в района на обитание. Способни са да набавят вода само от консумираната храна.

### Врагове
В нормални условия валару нямат естествени врагове. Единствено интродуцираните лисици ловуват малки, излезли извън кожната торба. Друг техен враг е и човека.

## Размножаване
При валару липсва сезонност при размножаването. Обикновено при засушаване и ограничаване на хранителните ресурси самките не забременяват. Бременността продължава 32 дни. Малкото прекарва 8-9 месеца в торбата на майката, като към първата си година се отделя от нея. На 1,5 – 2 години стават полово зрели. Живеят до 20 години.